# مرسدس لامبره
مرسدس لامبره (اسپانیایی: Mercedes Lambre‎؛ زادهٔ ۵ اکتبر ۱۹۹۲) بازیگر، خواننده، هنرمندِ رقص و مدل اهل آرژانتین است. وی از سال ۲۰۱۱ میلادی تاکنون مشغول فعالیت بوده‌است.
از فیلم‌ها یا مجموعه‌های تلویزیونی که وی در آن‌ها نقش داشته است، می‌توان به ویولتا اشاره نمود.